# Jan Asselijn

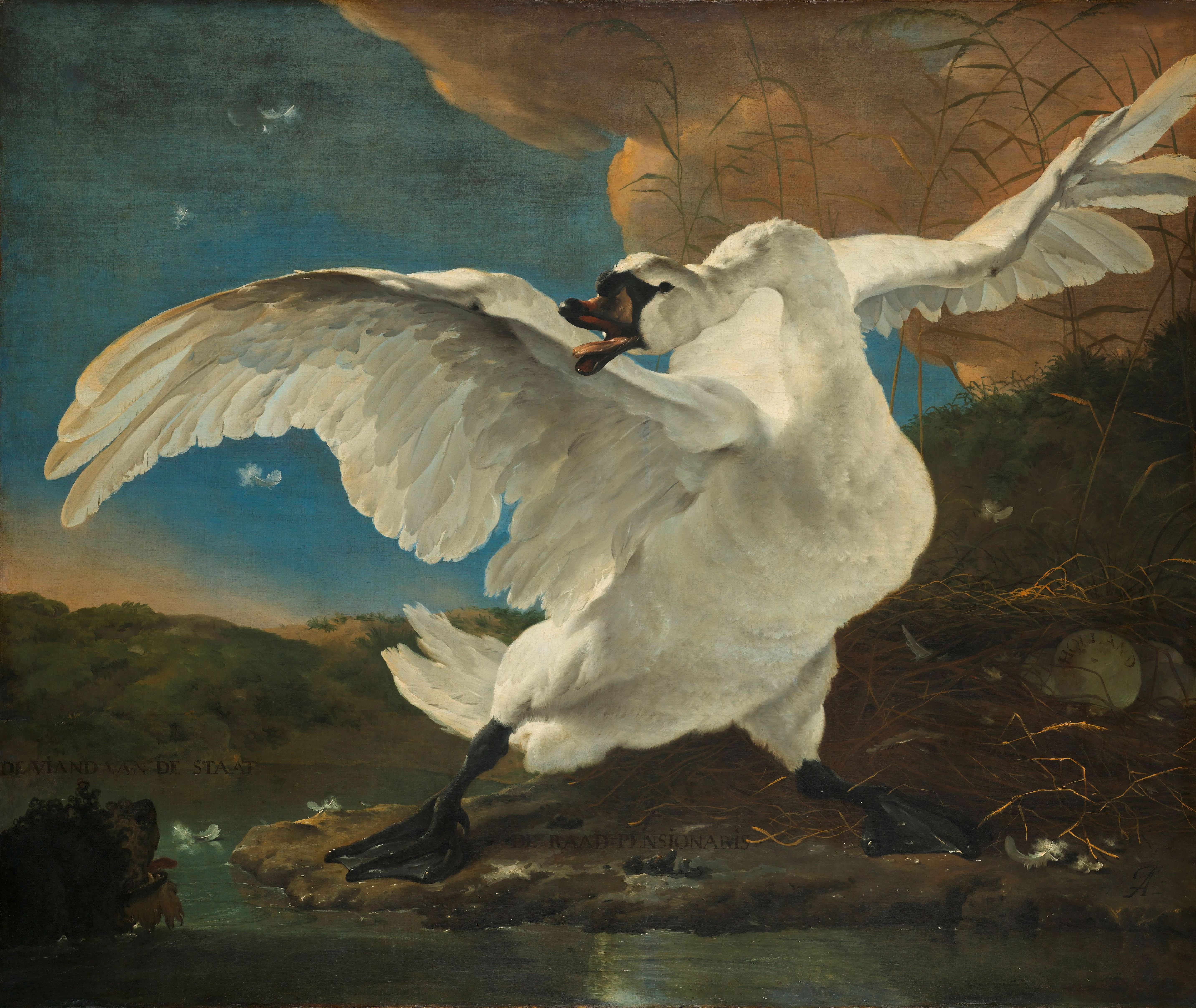
Den hotade svanen, oljemålning av Jan Asselijn, Rijksmuseum.

Jan Asselijn, född omkring 1610, död 1652, var en holländsk konstnär.
Asselijn uppehöll sig länge i Italien och rönte inflytande av Claude Lorrain, Pieter van Laer med flera konstnärer. Asselijn målade mest italienska landskap, någon gång mytologiska scener. Han är representerad i de flesta större museer. På grund av en hopkrymt hand kallades han Krabbetje (lilla krabban). Asselijn finns representerad vid bland annat Nationalmuseum i Stockholm.